# 高公韶
高公韶 （1480年—1563年），字大和，號三峰，四川成都府內江縣人，明朝政治人物。

## 生平
年十八中舉，弘治十八年（1505年）乙丑科進士。授江西撫州府推官，正德四年（1509年）闰九月徵為廣東道試御史，六年巡视山东长芦盐政，八年巡按廣東。年间为御史，曾弹劾总兵官郭勋有罪，又弹劾尚书王琼误边防之事，被王琼构谄，正德十年七月谪官云南富民县典史，量移陕西漢中府洵陽縣知县。
明世宗即位，复官為监察御史，出为大理府知府，嘉靖二年（1523年）二月升陕西按察司副使，兵备環慶，又以母李氏生病去世去职。復除云南騰冲兵备副使，八年六月升广西按察使，九年七月升本省右布政使，轉雲南左布政，十一年升都察院右副都御史，巡抚江西，十二年五月致仕。十五年以荐起用，十六年四月起升户部右侍郎、兼都察院佥都御史、总督两广粮饷，十七年七月回部管事，十八年（1539年）世宗巡幸湖广承天府，因不等候聖駕，先行至河南磁州，又奔回行在请罪，被世宗切责，六月以雷警致仕，優遊林下二十年，壽八十四卒。

## 著作
所著有《邑志補遺》、《讀史抄》、《高氏家訓》。

## 家族
曾祖高明；祖高友恭，江山知縣；父高齊南，岳州府通判；前母李氏；母李氏。慈侍下，妻冉氏，兄公庭（主簿）；公堂（義官）；公冕；公元；公宇（大使）；高公甲（知縣），弟公夏；公頀；公武；公勺。
其子高鏞為嘉靖二十三年（1544年）甲辰科進士。